# USS Dorsey
El USS Dorsey (DD–117), reclasificado como DMS-1 el 19 de noviembre de 1940, fue un destructor de la clase Wickes de la Armada de los Estados Unidos durante la Primera Guerra Mundial. Recibió su nombre en honor a John Dorsey.
El Dorsey fue botado el 9 de abril de 1918 por William Cramp & Sons, de Filadelfia, con el patrocinio de la Sra. A. Means, pariente lejana del guardiamarina Dorsey. El destructor entró en servicio el 16 de septiembre de 1918. Participó en la Segunda Guerra Mundial, en el océano Pacífico contra Japón. 

## Hundimiento
Después de la rendición de Japón zarpó el 14 de septiembre para realizar operaciones de limpieza de minas en el estrecho de Van Diemen y regresó a Okinawa cinco días después. El 9 de octubre, el tifón Louise lo dejó varado. Fue dado de baja el 8 de diciembre de 1945 y su maltrecho casco fue destruido el 1 de enero de 1946.